# Pandemia de COVID-19 en Río Grande del Norte
El primer caso de la pandemia de enfermedad por coronavirus en Río Grande del Norte, estado de Brasil, inició el 12 de marzo de 2020. Hay 47.291 casos confirmados y 1.697 fallecidos.

## Cronología

### Marzo
El 12 de marzo se confirmó el primer caso de la COVID-19 en Natal, capital del estado. La paciente es una mujer de 24 años con antecedentes de viajes a Europa (Francia, Italia y Austria).
El 29 de marzo, Rio Grande do Norte registró su primera muerte por la COVID-19 en Mossoró. El occiso fue un hombre de 61 años, tenía antecedentes de diabetes, no había realizado ningún viaje según su registro.

## Registro
Lista de municipios de Río Grande del Norte con casos confirmados:
| Posición | Municipio               | N.º casos | N.º muertes |
| -------- | ----------------------- | --------- | ----------- |
| 1        | Natal                   | 178       | 13          |
| 2        | Mossoró                 | 51        | 15          |
| 3        | Parnamirim              | 42        | 4           |
| 4        | São Gonçalo do Amarante | 13        | 2           |
| 5        | Assu                    | 11        | 2           |
| 6        | Macaíba                 | 10        | 2           |
| 7        | Ceará-Mirim             | 6         | 2           |
| 8        | Canguaretama            | 5         | 3           |
| 9        | São José de Mipibu      | 4         | 1           |
| 10       | Encanto                 | 3         | 1           |
| 11       | Ipanguaçu               | 3         | 1           |
| 12       | Monte Alegre            | 3         | 0           |
| 13       | Santo Antônio           | 3         | 0           |
| 14       | Alto do Rodrigues       | 2         | 1           |
| 15       | Apodi                   | 2         | 1           |